# 쓰키시마

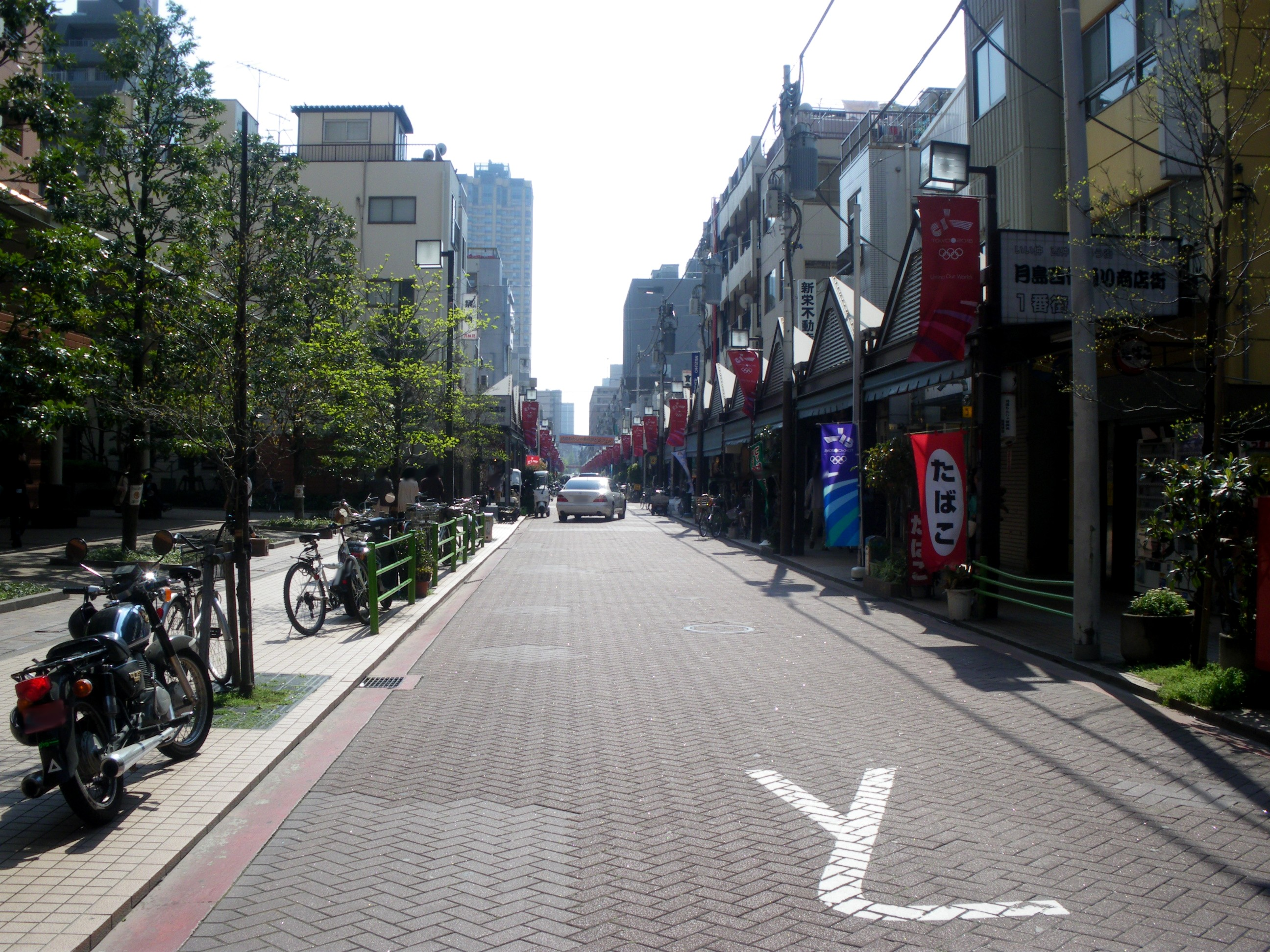
쓰키시마섬의 도로

쓰키시마(月島 쓰키시마[*])은 일본 도쿄도 주오구의 조초다. 현행 행정지명은 쓰키시마 1초메에서 쓰키시마 6초메까지. 1892년 도쿄만 매립 계획 (현재의 쓰키시마 1초메에서 쓰키시마 4초메)에 따라 생긴 매립지다. 매립 당시 쓰키시마는 공업용 지역이었기에 운하에 접한 토지에는 공장과 창고가 많이 만들어 졌다. 